# Onthophagus laevatus
Onthophagus laevatus là một loài bọ cánh cứng trong họ Bọ hung (Scarabaeidae).